# Dominique Issermann
Dominique Issermann, nascuda l'11 d'abril de 1947 a París, és una fotògrafa francesa, que ha treballat principalment en la moda i la publicitat. Amb les seves fotografies en blanc i negre ha col·laborat amb les firmes més importants i ha publicat els seus treballs a les revistes més prestigioses.

## Carrera professional
Dominique Issermann treballà a Itàlia de 1969 a 1972 amb Daniel Cohn-Bendit. Participà en el film de Jean-Luc Godard Vent d'Est i realitzà a continuació dos llargmetratges amb Marc’O Tamaout i Elettra.
L'any 1973, de tornada a París, va fer una sèrie de reportatges, textos i fotos, per a la revista Zoom en rodatges de films com Casanova (1976), de Federico Fellini, i Novecento (1900), de Bernardo Bertolucci.
Cobrí la Revolució dels Clavells a Portugal l'any 1974 per a la revista americana Time. Però la seva feina s'orientaria cap a la moda i la publicitat, després que aquell mateix any descobrís casualment la fotografia de moda, participant en un concurs en el qual va guanyar el primer premi. Aleshores va començar una col·laboració habitual amb la revista 20 ans, i després amb les agències Rapho i Sygma.
Esdevingué la fotògrafa de personalitats del cinema, de la literatura o de l'espectacle, com Isabelle Adjani, Gérard Depardieu, Catherine Deneuve, Fanny Ardant, Serge Gainsbourg, Jane Birkin, Yannick Noah, Vanessa Paradis, Isabella Rossellini, Marguerite Duras Balthus, entre d'altres.
Sonia Rykiel, l'any 1979, li va confiar les seves campanyes publicitàries i la col·laboració es mantindria més de deu anys. Seguiren a continuació les de Maud Frizon, Christian Dior, Nina Ricci, Yves Sant Laurent, Emporio Armani, Claude Montana, Robert Clergerie o Matsuda, entre els principals. Dior la va requerir per a diversos retrats del modisto Marc Bohan, i posteriorment per al disseny d'una identitat visual per a les diferents línies de la marca. Les primeres fotos al Château de Maisons-Laffitte mostren tots els símbols de l'alta costura i de la casa.
Creà les imatges de marca de diversos perfumsː Nina, de Nina Ricci; Arpège, de Lanvin; Champagne, d'Yves Sant Laurent; Eau sauvage, Dune i Dolce Vita, de Dior; Herrera for Men, de Carolina Herrera; So Pretty, de Cartier; el perfum Tiffany i Kenzo pour Homme. I treballà amb les models més cotitzadesː Trésor, de Lancôme, amb Isabella Rossellini, Allure, amb Anna Mouglalis, N°5, amb Audrey Tautou, Chanel N°5, amb Carole Bouquet, Coco Mademoiselle, amb Kate Moss i després Kiera Knightley.

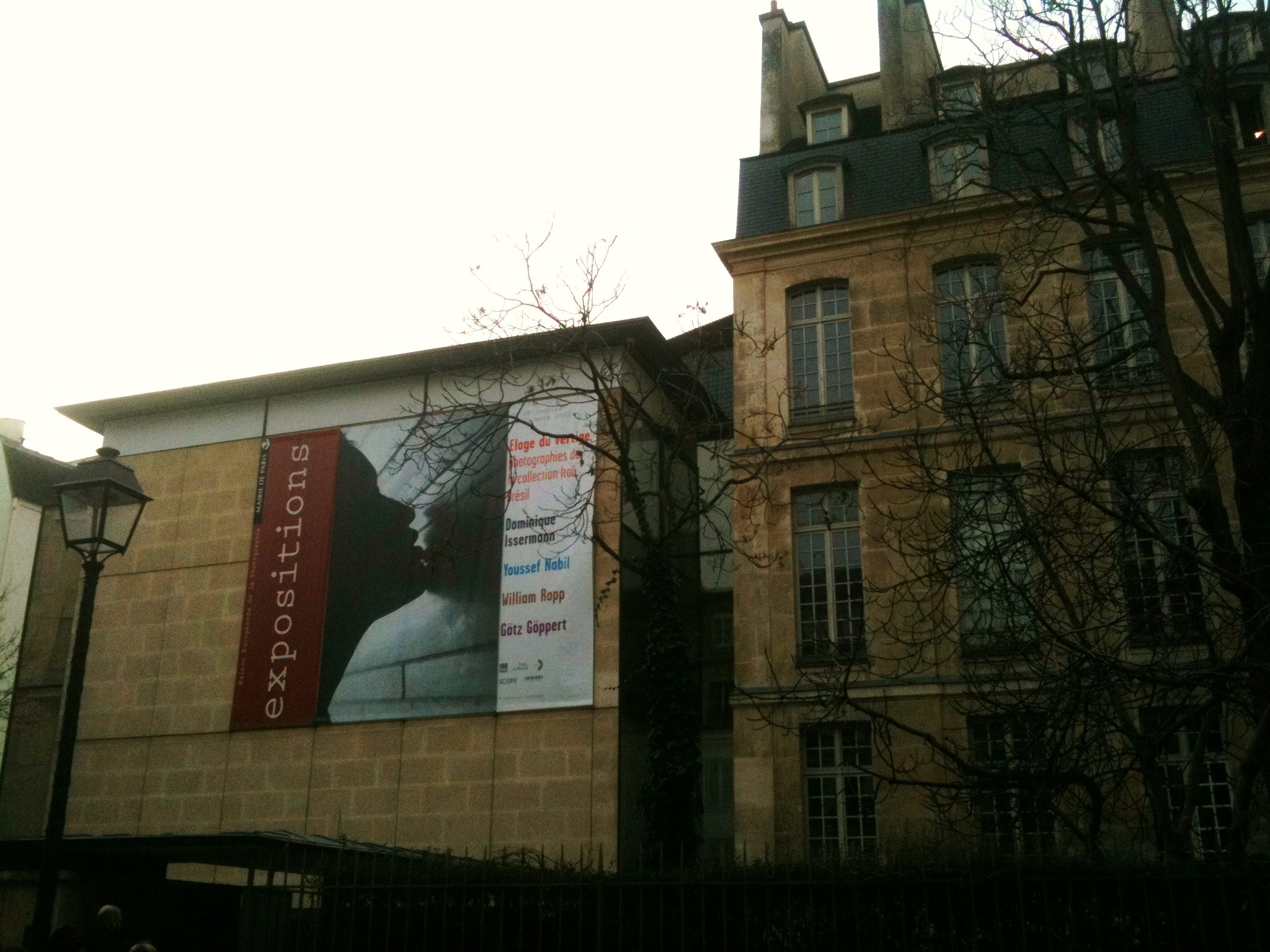
Exposició de les fotografies d'Issermann a Laetitia Casta a la Maison Européenne de la Photographie (Paris, 2012),

Paral·lelament a la seva carrera de fotògrafa, Dominique Issermann feu els clips de Patricia Kaas Les Hommes qui passent, de Catherine Deneuve Toi jamais, Cœur perdu, de Renaud, Lorsqu’il faudra et Voilà ce sera toi, de Jean-Louis Aubert, La Vague, de Izia. Per a Leonard Cohen va fer Dance me i First We Take Manhattan, i els dotze clips per a l'àlbum Old Ideas. Signà fundes d'àlbums com ara Push the sky away, per a Nick Cave & The Bad Seeds, per a Mylène Farmer Avant que l’ombre, al castell de Millemont a les Yvelines, altres per a Céline Dion i Leonard Cohen.
El seu primer llibre de fotografies, Anne Rohart, fou publicat l'any 1987 per edicions Schirmer Mosel, dedicat a la model musa de Sonia Rykiel. Més tard, publicà el llibre Laetitia Casta a les edicions Xavier Barral, un llibre que presenta la model a Vals, Suïssa, als banys termals construïts per l'arquitecte Peter Zumthor a Suïssa.
L'any 2004 fou la primera dona convidada a participar en el famós Album pour la liberté de la presse, editat per Periodistes sense Fronteres.
El Fons Nacional d'Art Contemporani adquirí deu tiratges fotogràfics d'Issermann, fent entrar així la seva obra a les col·leccions públiques.

## Vida privada
De 1982 a 1987 va ser la companya de Leonard Cohen.

## Premis i distincions
Dominique Issermann ha estat elegida membre de la secció Fotografia de l'Acadèmia de les Belles Arts (Institut de França), el 23 de juny de 2021, on succeí Bruno Barbey. Era la primera dona a formar part de la secció de fotografia de l'Acadèmia.
- 1988: Guanyadora de l'Oscar a la fotografia de moda[30]
- 1997: Trophée des femmes en or
- 14 de juliol de 2019ː Cavaller de la Legió d'Honor.

- 31 d'agost de 2018ː Comanador de l'Orde de les Arts i les Lletre.
- Cavaller de l'Orde nacional del Merit, pels seus 29 anys d'activitats professionals.

## Publicacions

### Llibres col·lectius
- 3 Jours en France
- Frauen sehen Frauen, Ed.Schirmer & Mosel
- Balthus, Ed. Assouline
- Fashion Fantasy, 1998
- Sonia Rykiel, Ed. Herscher 1985
- Chanel, J. Helleu, Ed. de la Martinière
- adja, Ed Shirmer & Mosel

### Llibres monogràfics
- Anne Rohart, edicions Schirmer & Mosel, 1987
- The Masters, vol 3, 2002
- The Timeless Book, edicions Victoria’s, 2003
- Per la llibertat de la premsa, Periodistes sense Fronteres, 2004
- Sonia Rykiel, edicions Museu de les arts decoratives, 2008
- Laetitia Casta, edicions Xavier Barral, 72 p, 2012

## Exposicions

### Exposicions col·lectives
- 1988: ICP, Nova York «The Art of Persuasió»
- 1988: Palau de Tòquio, París «Va Retratar d'una Dona»
- 1988: Museu de les arts decoratives, París
- 1990: Villa Noailles, «La moda a través de la fotografia»
- 1993: Museu de la Moda, Marseille «Yves Sant Laurent»
- 2000: Museu Montebello, «Les Roques Negres»
- 2001: Museu Galliera, «La Dona i el Nen»
- 2002: Kunst Museum, Berlín, «Antologia of Elegància»
- 2003: Metroplolitan Museum, Nova York «Wild Fashion Untamed»
- 2004: Space Gallery, Pequín «The Snap Cardigan»
- 2008/9: Cité de la Musique, Paris «Serge Gainsbourg»

### Exposicions personals monogràfiques
- Château de Maisons, Maisons-Laffitte, 1986
- Trobades internacionals de la fotografia, Arles, 1987
- Espace des Arts, Chalons, 1996
- Rizzoli, New York, 1996
- Trobades internacionals de la fotografia, Arles, 2006. És la invitada del fotògraf Raymond Depardon, director artístic de les Trobades per l'edició 2006. És un dels seus «companys de ruta» que presenta a Arle.
- Museu de les arts decoratives, «Sonia Rykiel» París 2008-9
- Museu Christian Dior, «Marc Bohan» Granville 2009
- Maison Européenne de la Photographie, París, 2012[31]
- Accrochage, Villa Noailles, 2021-22.[32]